# Frederic Carles de Prússia
Frederic Carles de Prússia, príncep de Prússia (Berlín 1828 - Glienicke 1885). Príncep de Prússia amb el tractament d'altesa reial i membre de la família reial i imperial de Prússia i Alemanya. Es destacà per la seva carrera militar dins de l'exèrcit prussià.
Nascut a Berlín el dia 20 de març de 1828 essent fill del príncep Carles de Prússia i de la duquessa Maria de Saxònia-Weimar-Eisenach. Frederic Carles era net per via paterna del rei Frederic Guillem III de Prússia i de la duquessa Lluïsa de Mecklenburg-Strelitz; mentre que per via materna ho era del gran duc Carles Frederic de Saxònia-Weimar-Eisenach i de la gran duquessa Maria de Rússia. Frederic Carles era rebesnet de la tsarina Caterina II de Rússia.
Des de 1842 fins a 1846, Frederic Carles fou assignat a la tutela militar del major Albrecht von Roon, que acompanyà al príncep a la Universitat de Bonn durant el 1846. Després dels estudis, el Príncep serví com a capità a la plantilla del general Wrangel durant la campanya de Schleswig el 1848. Durant la Revolució de 1848 fou elevat al grau de major i ferit a Baden. El 1852 fou promocionat al grau de coronel i dos anys després, el 1854, al de general.
El 1860, el Príncep publicà un llibre sobre l'art de la guerra titulat "Eine militärische Denkschrift von P. F. K.". Promocionat a general de cavalleria, el 1864 prengué part a la segona guerra de Schleswig on comandà un batalló en les forces expedicionaris austroprussianes. Durant la Guerra austroprussiana de 1866 dirigí el primer exèrcit amb tropes dels cossos segon, tercer i quart. Arribà primer a Sadowa on observà la inferioritat de les seves tropes fins a l'arribada de les tropes comandades pel seu cosí, el príncep hereu i després kàiser Frederic III de Prússia.
Durant la Guerra francoprussiana encapçalà de nou l'exèrcit prussià distingint-se com un excel·lent comandant i un gran líder. Encarregat d'ocupar la regió de la Lorena, entrà a la capital, Metz i desarticulà l'exèrcit francès estacionat allà comandat pel general François Achille Bazaine.

## Núpcies i descendents

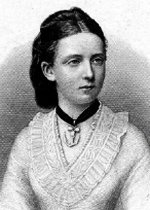
Maria Anna d'Anhalt

El dia 29 de novembre de 1854 contragué matrimoni amb la princesa Maria Anna d'Anhalt, filla del duc Leopold IV d'Anhalt i de la princesa Frederica de Prússia. La parella tingué cinc fills:
- SAIR la princesa Maria Elisabet de Prússia, nascuda a Berlín el 1855 i morta a Dresden el 1888. Contragué primeres núpcies el 1878 a Potsdam amb el príncep Enric dels Països Baixos. El 1885 contragué segones núpcies amb el príncep Albert de Saxònia-Altenburg.

- SAIR la princesa Elisabet de Prússia, nascuda el 1857 a Potsdam i morta a Adolfsek el 1895. Es casà amb el gran duc Frederic August I d'Oldenburg.

- SAIR la princesa Anna Victòria de Prússia, nascuda a Potsdam el 1858 i morta a Potsdam el mateix any.

- SAIR la princesa Lluïsa Margarida de Prússia, nascuda a Potsdam el 1860 i morta a Londres el 1917. Contragué matrimoni el 1879 amb el príncep Artur del Regne Unit.

- SAIR el príncep Frederic Leopold de Prússia, nascut a Berlín el 1865 i mort a Flatow el 1931. Es casà a Berlín el 1899 amb la princesa Lluïsa de Schleswig-Holstein-Sondenburg-Augustenburg.